# 塞萨尔·普利斯马
塞萨尔·安东尼奥·维拉斯克斯·普利斯马（英語：Cesar Antonio Velasquez Purisima，1946年4月3日—），是菲律宾的会计师、财务专家，曾担任财政部长、贸易和工业部长。